# Gare de Caramat
La  gare de Caramat à Caramat dans la ville de Greenstone est desservie par Le Canadien de Via Rail Canada. C'est en fait un panneau d'arrêt.